# Glacier National Park (Canada)
Glacier National Park ligger i den canadiske provins Britisk Columbia. Den omfatter en stor del af Columbia Mountains. Parkens areal er på 1.349 km², og den blev oprettet i 1886.